# Oppergod
De oppergod (ook Opperste God) is een godheid die in polytheïstische godsdiensten het pantheon overheerst. Polytheïsme (veelgodendom) staat tegenover monotheïsme (het vereren van één god bij exclusiviteit). Men spreekt vaak ook van het opperwezen.
De oppergod heeft macht over de aan hem/haar in hiërarchische volgorde ondergeschikte godheden, krachten en machten, die hem/haar ook helpen bij het uitoefenen van de macht, en die vaak als nauwe verwanten (of aspecten, zoals in het hindoeïsme) worden beschouwd. Uit de onderlinge machtsrelaties, interactiepatronen en 'taakverdelingen' ontwikkelt zich een tamelijk dicht netwerk dat vaak in de vorm van een stamboom wordt weergegeven, zoals dat bijvoorbeeld in de Griekse mythologie duidelijk het geval is.

## Hiërarchieën
Waar een oppergod wordt erkend, gaat daarmee ook meestal een min of meer uitgesproken hiërarchie van ondergeschikte goden en krachten of machten gepaard.
Vanwege die hiërarchie staan er onder de oppergod een aantal hoofdgodheden. Dit zijn er soms drie. In de Germaanse mythologie zijn er dat twaalf of driemaal vier bijvoorbeeld. Die hebben elk als het ware een sector onder hun verantwoordelijkheid, waarin zij vrij hun invloed kunnen laten gelden. Op die manier wordt in feite de almacht van de oppergod verdeeld en in zekere zin ook getemperd of beperkt.

In monotheïstische religies wordt de voor hen enige God tegelijk ook als oppergod of eerder 'Opperwezen' gezien. Aan deze godheid zijn dan eveneens een aantal andere 'wezens' ondergeschikt, met hun eigen hiërarchie, zoals engelenscharen, heiligen en demonen. Deze dragen dan niet de naam van godheden, maar zijn er qua functie in feite aan gelijkgesteld.

## Historische dimensie
Er zit, op de macrotijdschaal gezien, ook een historische dimensie in de evolutie van het pantheon en van de opeenvolging van oppergoden en machtsposities van de mindere goden. Deze weerspiegelt eveneens de evolutie van de samenleving en is vaak het gevolg van min of meer plotse demografische wijzigingen, veroorzaakt door natuurrampen en oorlogen, maar ook door natuurlijke vermenging van volkeren en hun migratie. Men neemt geleidelijk andere gewoonten en visies op de werkelijkheid over van degenen die op het moment het meest succesvol zijn op gebied van handel, zeevaart, kunst en wetenschap enzovoort. Daarmee wordt dan meestal ook een nieuwe oppergod aangenomen, die de oude hetzij gaat overheersen zodat deze in positie verlaagt, hetzij geheel uitschakelen en laten verdwijnen. 

## Opeenvolging van oppergoden in verschillende culturen
In de Indiase mythologie was in voor-Vedische tijden Vishvarupa de oppergod en werd deze verdrongen door de Vedische Indra.

In Mesopotamië werd de oude oppergod(in) Nina, Inanna, Anu, Antu opgevolgd door Tiamat en dan Marduk. En in het Oude Egypte werd in enkele millennia tijd Isis stilaan verdrongen door Osiris en daarna Re of Ra gevolgd door Aton.

Bij de Inca's werd eveneens Inti door de Zon als levenscentrum en vruchtbare scheppingskracht vervangen.

In de Griekse mythologie waren er achtereenvolgens Oeranos, Kronos en Zeus als oppergod. In de Romeinse mythologie waren dat Saturnus en dan Jupiter.

In de Germaanse mythologie in de lijn van de Wanen waren het Nerthus, Freya en Freyr, en daarna Njord, in de mannelijke lijn waren er Bur, Týr opgevolgd door de Asen Odin en dan Thor.

## Lijst van typische oppergoden
- Brahma, Vishnu en Ishvara - in het hindoeïsme
- Yudi - uit de Chinese mythologie
- Anu - van de Sumeriërs
- Assur - bij de Assyriërs
- Ra - in de Egyptische mythologie, later werden Amon en Ra samengevoegd tot de god Amon-Ra
- Teshub - in de Hettitische mythologie
- Sabazios - in de Thracische en Frygische mythologie
- Zeus - uit de Griekse mythologie
- Jupiter - uit de Romeinse mythologie (komt overeen met Zeus)
- Huitzilopochtli - bij de Azteken
- Itzamna - bij de Maya
- Odin of Wodan- bij de Noordelijk Europese mythologieën
- Dagda - van de Ierse mythologie
- Être Suprème gedurende de Franse Revolutie, eredienst ingesteld door Maximilien Robespierre.
- De Moedergodin die gelovigen in wicca vereren.
- Mahatala - de oppergod van de Dayaks uit Borneo woont op de Juwelenberg en heerst over het hoogland